# Сланцевый килеспинный уж
Сланцевый килеспинный уж (Atretium schistosum) — вид змей из семейства ужеобразных.
Общая длина колеблется от 50 до 87 см. Голова небольшая. Морда закруглённая. Глаза расположены близко к морде. Туловище сжатое с боков, коренастое с килеватой чешуёй, которая находит друг на друга. Окраска спины оливково-коричневая или зеленовато-серая. Вдоль туловища расположены тёмные пятна в два ряда. Брюхо жёлтое, оранжевое или белое.
Любит влажные места, побережье, равнины, сельскохозяйственные угодья. Хорошо плавает. Активен днём. Питается лягушками, головастиками, крабами, креветками, рыбой, водными насекомыми.
Яйцекладущая змея. В декабре-апреле самка откладывает 10—32 яиц.
Живёт в Непале, на острове Шри-Ланка, в штатах Индии: Уттар-Прадеш, Карнатака, Андхра-Прадеш, Керала, Тамилнаду.